# Ано-Патісія (станція метро)
«Ано-Патісія» (грец. Άνω Πατήσια) — станція Афінського метрополітену, в складі Афіно-Пірейської залізниці. Розташована на відстані 15 269 метрів від станції метро «Пірей». Як станція метро була відкрита 12 лютого 1956 року. На станції заставлено тактильне покриття.